# NY's Finest
NY's Finest è il terzo album solista dell'artista hip hop statunitense Pete Rock, pubblicato nel 2008.
| Recensione    | Giudizio   |
| ------------- | ---------- |
| AllMusic      | [ 1 ]      |
| The A.V. Club | B+         |
| The Guardian  | [ 3 ]      |
| Pitchfork     | [ 4 ]      |
| RapReviews    | [ 5 ]      |
| Spin          | [ 6 ]      |
| PopMatters    | [ 7 ]      |
| Village Voice | favorevole |

## Tracce
1. Pete Intro – 0:52
2. We Roll (feat. Jim Jones & Max B) – 4:09
3. Till I Retire	4:16
4. 914 (feat. Sheek Louch & Styles P) – 4:22
5. Questions (feat. Royal Flush) – 2:27
6. Best Believe (feat. LD & Redman) – 4:38
7. Ready Fe War (feat. Chip Fu, Renee Neufville*) – 5:55
8. Don't Be Mad – 4:01 (musica: DJ Green Lantern)
9. Bring Yall Back (feat. Little Brother(& Joe Scudda non accreditato)) – 3:56
10. The Best Secret (feat. The Lords Of The Underground) – 4:37
11. That's What I Am Talking About (feat. Rell) – 4:54
12. The PJ's (feat. Masta Killa & Raekwon) – 4:44
13. Made Man (feat. Tarrey Torae) – 4:23
14. Let's Go (feat. Doo Wop) – 2:06
15. Comprehend (feat. Papoose) – 3:27

## Classifiche
| Classifica (2008)         | Posizione massima |
| ------------------------- | ----------------- |
| Stati Uniti               | 193               |
| US Tastemaker Albums      | 15                |
| US Top Rap Albums         | 16                |
| US Top R&B/Hip-Hop Albums | 42                |